# Vallecorsa
Vallecorsa és un comune (municipi) de la província de Frosinone, a la regió italiana del Laci, situat a uns 90 km al sud-est de Roma i a uns 20 km al sud de Frosinone.
Vallecorsa limita amb els municipis de Castro dei Volsci, Fondi, Lenola i Monte San Biagio.
A 1 de gener de 2019 tenia 2.538 habitants.